# Хове, Йохан
Йохан Хове (норв. Johan Hove; 7 сентября 2000, Согндал, Норвегия) — норвежский футболист, полузащитник шведского клуба АИК.

## Клубная карьера
Хове — воспитанник клуба «Согндал» из своего родного города. 8 мая 2016 года в матче против «Олесунна» он дебютировал в Типпелиге, в возрасте 15 лет. Летом 2018 года Йохан перешёл в «Стрёмсгодсет».
13 февраля 2025 года перешёл в шведский АИК, подписав четырёхлетний контракт до конца 2028 года. 14 февраля дебютировал за клуб в матче Кубка Швеции против «Дегерфорса».

## Международная карьера
В 2017 году в составе юношеской сборной Норвегии Хове принял участие в юношеском чемпионате Европы в Хорватии. На турнире он сыграл в матчах против команд Англии, Нидерландов и Украины.